# Aaliyah Butler
Aaliyah Butler, född 5 november 2003, är en amerikansk friidrottare som tävlar i kortdistanslöpning.

## Karriär
Vid OS 2024 tog hon guld på 4 x 400 meter då hon ingick i det amerikanska lag som kvalificerade för finalen och sedermera vann.